# Palosaari (ö i Finland, Norra Savolax, Inre Savolax, lat 62,91, long 26,23)
Palosaari är en ö i Finland. Den ligger i sjön Iso Vesijärvi och i kommunen Vesanto i den ekonomiska regionen  Inre Savolax ekonomiska region  och landskapet Norra Savolax, i den centrala delen av landet, 300 km norr om huvudstaden Helsingfors. Öns area är 0,6 hektar och dess största längd är 100 meter i nord-sydlig riktning.